# Негосавле
Негосавле (серб. Негосавље) — населённый пункт в общине Медведжя Ябланичского округа Республики Сербии.

## Население
Согласно переписи населения 2002 года, в селе проживало 426 человек (416 сербов и другие).
| Численность населения | Численность населения | Численность населения | Численность населения | Численность населения | Численность населения | Численность населения | Численность населения |
| 1948                  | 1953                  | 1961                  | 1971                  | 1981                  | 1991                  | 2002                  | 2011                  |
| --------------------- | --------------------- | --------------------- | --------------------- | --------------------- | --------------------- | --------------------- | --------------------- |
| 369                   | 415                   | 417                   | 396                   | 378                   | 473                   | 426                   | 413                   |

## Религия
Согласно церковно-административному делению Сербской православной церкви, село относится к Медведжянскому приходу Ябланичского архиерейского наместничества Нишской епархии.
Записы: Груша Лазаревича, Дуб Филиповича, Дуб Николича.